# Svartlidengruvan

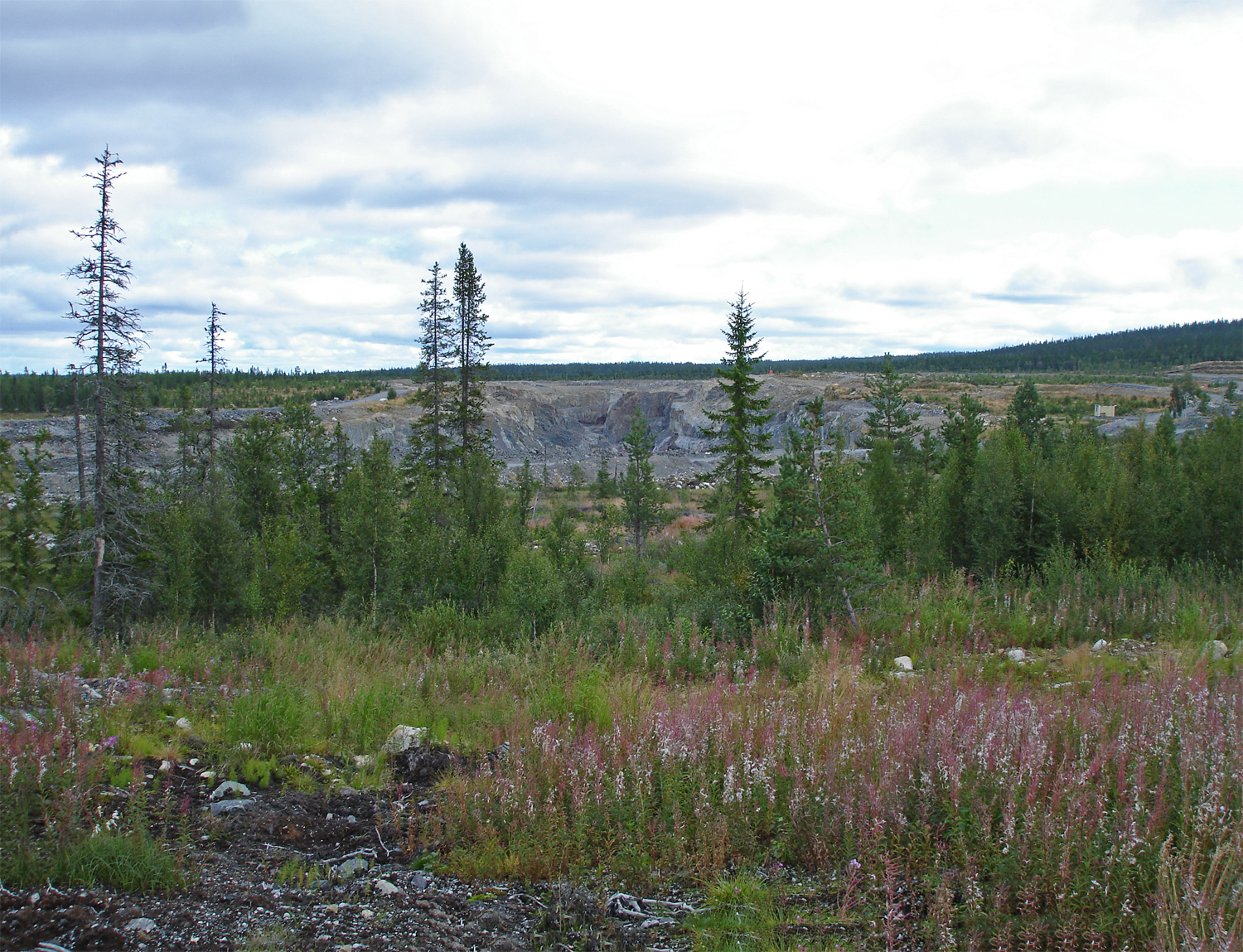
Svartlidengruvan sedd från väster 2009.

Svartlidengruvan är en gruva i Pauträsk i Västerbottens län, huvudsakligen belägen i Lycksele kommun men till en mindre del också i Storumans kommun. Gruvan är en av Sveriges två renodlade guldgruvor och var tidigare samägd av det australiska företaget Dragon Mining (80%) och de personer som hittade fyndigheten (20%). Sedan sommaren 2011 är gruvan helägd av Dragon Mining Ltd och drivs av det svenska dotterbolaget Dragon Mining Sweden AB.
I guldgruvan bröts malm mellan 2005 och 2015 i ett dagbrottet,  som sträckte sig över en km med ett djup på 80 meter. Efter det att brytningen lagts ned har anrikningsverket behandlat malm från Finland. År 2024 slöts avtal med Botnia Exploration om anrikning av guldmalm från gruvan Fäbodtjärn.